# 呪い返し師—塩子誕生
『呪い返し師―塩子誕生』（のろいがえしし しおこたんじょう、英：The Divine Protector―Master Salt Begins、中：迴咒師ー塩子的誕生）は、幸福の科学出版製作による2022年10月7日公開の実写日本映画。監督は赤羽博、主演は希島凛。

## 概要
幸福の科学の第25作目の劇場用作品。劇場用実写映画作品としては16作目。宗教家の大川隆法が製作総指揮・原作を務め、世の人々を苦しめる目に見えない力「呪い」に対処するスピリチュアルヒーロー「呪い返し師」の活躍を描く長編作品。
2022年5月12日、本年秋に映画公開が決定し、特報映像やメイン出演キャストなどが公表された。
同年7月7日、映画の劇場公開日が「10月7日」に決定し、キービジュアル・特報映像第2弾もマスコミにリリースされた。その本ビジュアルには、背後にある「聖なるもの」を守る様子をメインに、下方には人ならざる者、赤鬼と大天狗が相対し今にも一戦を交えんとする様子が描かれている。
同年9月28日、初日舞台挨拶の開催予定が決定した。東京新宿のシネマート新宿で10月7日、12：10の回上映後本編上映後14：20頃から開催

### 劇場公開
2022年10月7日に日本国内の映画館 227館で公開。
初日舞台挨拶がシネマート新宿で10月7日で開催され、赤羽博監督や主演の希島凛の他、奈々子役の福永紗也・鈴木まりや・吉田宗洋・土平ドンペイの出演者4人と大田薫総合プロデューサーの計7人が登壇した。このメンバーから映画撮影でのエピソードなどが語られた
。後日ダイジェスト映像も公開された。
海外上映
2022年10月21日(金)より海外での上映が開始した。英語題名は『 The Divine Protector-Master Salt Begins 』
アメリカ合衆国では、ニューヨーク・オレンジカウンティ・ロサンゼルス・サンフランシスコ・シカゴ・フロリダ・ホノルル・アトランタ・サンアントニオ・コロラド・サンディエゴ の各都市の映画館。
カナダでは、トロント・バンクーバー の各都市の映画館。
台湾では、『迴咒師ー塩子的誕生』の題名で11月4日より順次公開。台北・台中・高雄・台南 などの各都市の映画館10館。

### 映画動員ランキング
興行通信社調べによる日本全国映画週末動員ランキング
- 第1週目、2022年10月8日・9日、第2位[23][24]。

土日2日間で動員11万5000人、興行収入1億4200万円をあげた。
初日7日祝日10日を含む公開4日間の累計成績は、動員19万4000人、興収2億4000万円。
- 第2週目、10月15日・16日、第3位[25][26][27]。

土日2日間で動員8万9000人、興収1億1000万円。
初日からの累計成績は、動員32万人、興収4億円を突破。
- 第3週目、10月22日・23日で、第4位[28][29]
- 第4週目、10月29日・30日、第6位[30][31]
- 第5週目、11月5日・6日、第6位[32][33]

## あらすじ
都内にある賀茂野女子高校。その部活の一つに「オカルト研究会」があり、部員たちが活動していた。
そこでは、不気味な現象が起きて、部員の奈々子が襲われる。それから救うために「呪い返し師」を呼び出す儀式を行うことになった。その召喚の儀式では、五芒星を描いた円陣に清めの塩を盛る魔法陣を作った。そして、願いを記した筆書きの封書を中心に置き、お焚き上げをする。
すると、そこに突風が吹き、袴姿の女性・呪い返し師の賀茂野塩子が召喚によって出現した。塩子は奈々子に霊的なリーディングを行い、奈々子を呪っていた生霊を見つけ出した。そして、呪いの相手の発する呪いを打ち払って跳ね返すとともに その生霊を諭し鎮めたのだった。
それ以降、奈々子たちは、世の中の「見えない呪いの力によって苦しむ人々の話」を見つけては、その解決を塩子に依頼してゆく。
「オカルト研究会」は「呪い返し研究会」となり、
次々と依頼に対応していく奈々子と塩子たちだったが、世の中で誰もが知る「大企業・天道グループ」の御曹司が起こした隠されたスキャンダルを知ることとなり、地獄の巨大な悪魔と対峙することとなる。

## 登場人物・キャスト
賀茂野 塩子（かもの しおこ）
演 - 希島凛
仏から不思議な力を授かった塩子は、「呪い返し師」としてこの世にはびこる歪んだ自己愛や「呪い」を払い、打ち返してゆく。実は塩子の素性は、「賀茂野財閥」の令嬢であり、賀茂野女子高校の理事でもあった。うどんが大好きで、特にコシの強い讃岐うどんを好む。
五十嵐 奈々子（いがらし ななこ）
演 - 福永紗也
都内にある賀茂野女子高校に通う女子高生。部活「オカルト研究会」に参加している。2年生になり、その部長になるのだが、不気味な現象にたびたび襲われるようになり、「呪い返し師」のことを知り助けを求める。
星野 美樹（ほしの みき）
演 - 西脇こころ
奈々子と同じく「オカルト研究会」に参加している、賀茂野女子高校に通う女子高生。研究会の副部長。
大滝 梨乃（おおたき りの）
演 - 星野ひらく
奈々子と同じく「オカルト研究会」に参加している、賀茂野女子高校に通う女子高生。
- 序―生霊

小島 愛（こじま あい）
演 - 塚本このみ
奈々子と同じく賀茂野女子高校の女子高生。奈々子に対して成績で負けて好きな人を取られたと思い込み嫉妬して敵意を持ってしまう。
出前の配達員
演 - 水野直
うどんを配達する。
- 貪―欲望

ナガサキ
演 - 土平ドンペイ
詐欺集団の中心人物。若い手下を使い、老人から様々な手口で金を巻き上げる。
詐欺の青年
演 - 伊良子未來
小心者の人物。金欲しさにナガサキの指示で、大滝芳江に対し詐欺を仕掛ける。
大滝 芳江（おおたき よしえ）
演 - 長谷川稀世
賀茂野女子高校の生徒・大滝梨乃の祖母。夫に先立たれ、一人暮らしをしていたが、健康面など将来に不安を抱えている。
詐欺師ナガサキに憑く地獄霊
演 - ナガセケイ
- 瞋―怒り

伊藤 秀夫（いとう ひでお）
演 - 内浦純一
星野美樹と同じマンションの住人。仕事がうまく進まず悩んでいた。そのストレスから妻の晴美に暴力を振るうようになる。
伊藤 晴美（いとう はるみ）
演 - 桜木梨奈
伊藤秀夫の妻。2人の子供、ゆり(演 - 岩本ほなつ)・太一(演 - 齊田晴仁)を育てているが、夫婦仲が次第に悪くなり、夫からの暴力に悩む。実は、晴美にも不仲の原因があった。
赤鬼（あかおに）CG
声 - 立木文彦
暴力をふるう伊藤秀夫に憑りついていた妖怪。しかし、塩子の法力に負けてしまい諭されたことで本来の姿を顕し、塩子に協力することとなる。この後の「癡―愚かさ」「慢―うぬぼれ」の中でも出てくる。
女阿修羅霊（おんな あしゅら れい）
演 - カナキティ
伊藤晴美に憑りついていた妖怪。晴美の心の「怒り」に引き寄せられ憑依し、その夫への呪いに加担していた。
- 癡―愚かさ

北村 透（きたむら とおる）
演 - モロ師岡
明正大学の教授で、プラズマ研究の学者。科学至上主義の唯物論者。自己の「プラズマ理論」で総ての超常現象が解明できるとして学生たちに自分の仮説を強要する。
星野 惇太（ほしの じゅんた）
演 - 松岡蓮、小学生時の惇太 - 古賀大翔
星野美樹の兄。明正大学に通う大学2年生。自己の実体験からの疑問で、北村教授の授業で質問して反論する。
水野 香菜（みずの かな）
演 - 山岸芽生
北村教授の授業で、星野惇太の意見に同調し質問すると、北村教授の怒りを買い、星野惇太と共に必修科目の単位が取れなくなりそうになる。これで困り果て、奈々子や星野美樹の「オカルト研究会 → 呪い返し研究会」に助けを求める。
唯物論の悪魔
演 - 小久保丈二
北村教授に憑り付いて、科学至上主義の唯物論を広めている。これによって自分たち悪魔の活動領域を拡大し手下を増やしている。
- 慢―うぬぼれ

天道 翼（てんどう つばさ）
演 - 吉田宗洋
有名大学卒業のエリートを自称し、「天道グループ」会長の父の威光を利用して、複数の女性を弄んでいる。美人アナウンサーの上条さくらを口説き落とし結婚へのプロポーズをしたが取りやめる。
上条 さくら（かみじょう さくら）
演 - 鈴木まりや
テレビ局の美人アナウンサー。天道翼から結婚へのアプローチを受けるのだが、翼が複数の女性と付き合っていることに気付く。
天道 光徳（てんどう みつのり）
演 - 目黒祐樹
巨大な企業グループ「天道グループ」を作り上げた人物で、その会長である。その配下には医療技術研究センターなどがある。天道翼の父。
佐々木 麗奈（ささき れいな）
演 - 清瀬ひかり
「天道グループ」内の組織で新薬開発のプロジェクトに携わる。賀茂野女子高校の卒業生。天道翼の振る舞いに困惑し、五十嵐奈々子達に調査と対策を依頼する。
大天狗（おおてんぐ）CG
声 - 吉田宗洋
天道翼の霊的な本性。増上慢且つ反省が大嫌いで赤面の長い鼻と嘴、そして黒い翼を持っている妖怪。
その他の出演者：
春宮みずき、天城太智、永井兼介、桜田進太朗、伊藤わか乃、松下桃子、橘百花
青木涼、深沢莉子、望月さやか、和泉さくら、佐々木悠介、川村采可、高梨ゆず、早坂美鈴

## 用語
- 賀茂野女子高等学校

東京都内にある私立の女子高校。賀茂野財閥により創立した。学校運営をする理事の一人に賀茂野塩子がいる。
- 呪い返し師

賀茂野塩子は精神修養を行う教団「幸福の心」に所属し、自己の悟りを高めるために学んでいた。その教団の施設「鎌倉精舎（かまくら しょうじゃ）」で仏陀から学んだ叡智から自己の使命を悟り、霊的な能力を授かり「仏神による善悪の判定」を得るようになる。これを元に人生相談に応じることになり、呪い返し師の活動を始めることとなる。
- オカルト研究会 → 呪い返し研究会

賀茂野女子高校にある部活で、3人の部員がいる。五十嵐奈々子が部長の役で、星野美樹が副部長。大滝梨乃が会計係をしていて、うどんの出前を頼んだ時に配達員に缶ケースから料金を払っていた。部室はかなり広くて優遇されていて様々なオカルトグッズが飾られている。部室の脇に中庭があるので、そこで「呪い返し師召喚の儀」を執り行う。呪い返し師の塩子を呼んだ後に、部活名を「呪い返し研究会」に変えている。中庭の在るせいなのか、うどん屋の出前が出入り出来る、学校関係者以外の「呪い返し祈願者」が出入り出来る、夜7時以降まで居ても怒られないなど謎が多い。
なお、会員・信者の漫画家：さとうふみや の漫画に『女子オカルト研究部』というのがある。さとうふみや#青空出版 を参照。

## スタッフ
- 制作総指揮・原作：大川隆法
- 監督：赤羽博
- 脚本：大川咲也加
- 音楽：百景、原田汰知
- 総合プロデューサー：大田薫、佐藤直史 (IRH Press Co., Ltd.)
- プロデューサー：小島一郎、斎藤太治、三浦郁子、石田耕太郎、樅山英俊、打樋洋一(HS Productions,LLC)
- アソシエイトプロデューサー：山本章
- ラインプロデューサー：竹内一成
- 撮影：木村弘一(J.S.C.)
- 照明：椎野茂
- 美術：北谷岳之
- 装飾：大熊雄己
- 録音：佐藤公章
- 編集：新井孝夫
- VFXプロデューサー：浅野秀二
- VFXデレクター：横石淳
- スタイリスト：MICHIKO
- ヘアメイク：小野かおり
- CGキャラクターデザイン：百武朋
- 整音：石貝洋
- 記録：今井文子
- サウンドデザイン：石井和之
- 音響効果：佐々木淳一
- スケジューラー：細川光信
- 助監督：八神隆治
- 制作担当：高橋喜久雄
- 製作：幸福の科学出版
- 製作協力：ARI Production、ニュースター・プロダクション
- 制作プロダクション：ジャンゴフィルム
- 配給：日活
- 配給協力：東京テアトル

## 主題歌・挿入歌など
- メインテーマ「君の瞳は輝いて」

作詞・作曲：大川隆法
歌：篠原紗英
- イメージソング「塩子恋唄」

作詞・作曲：大川隆法
歌：大澤美也子
- 挿入歌「あなた」

作詞・作曲：大川隆法
歌：川村静香
- 挿入歌「さらば、うぬぼれ天狗」

作詞・作曲：大川隆法、 歌：大川咲也加
- 挿入歌「心の三毒」

作詞・作曲：大川隆法、 歌：恍多
- 挿入歌「呪いの時代」

作詞・作曲：大川隆法、 歌：田中宏明
- 挿入歌「塩子登場のテーマ」

作詞・作曲：大川隆法、 歌：Ayano

## 音楽ソフト
- CD『君の瞳は輝いて』(君シリーズ・ジャケット版)

収録曲：
1. 君の瞳は輝いて―戦闘バージョン
2. 君の瞳は輝いて―湖面バージョン
3. 君の瞳は輝いて―戦闘バージョン (Instrumental)
4. 君の瞳は輝いて―湖面バージョン (Instrumental)
発刊元：ARI MUSIC、発売元：アリ・プロダクション、販売元：幸福の科学出版
型番： C 9007（CD「君の瞳は輝いて」C 9005 とCD収録内容は同じもの。）
発売日：2021年11月9日
EAN 4582316052516、JAN 4582316052516、ASIN B09HVGB6QT
- CD『君の瞳は輝いて』

上記CDと内容は同一、ジャケットのみ異なる
型番： C 9005
発売日：2021年10月1日
EAN 4582316052448、JAN 4582316052448、ASIN B09DT24QK9
- CD『塩子恋唄／あなた』

収録曲：
1. 塩子恋唄 (歌唱：大澤美也子)
2. あなた (歌唱：川村静香)
3. 塩子恋唄 (Instrumental)
4. あなた (Instrumental)
発刊元・販売元：幸福の科学出版
型番： C 2042
発売日：2022年4月14日
EAN 4582316052752、JAN 4582316052752、ASIN B09WJ1PVCG
- CD『映画「呪い返し師—塩子誕生」オリジナル・サウンドトラック』

2枚組CD、全34曲
収録曲：〔Disk1〕7曲、収録時間：27分37秒
1.「君の瞳は輝いて―戦闘バージョン」―メインテーマ曲 (歌:篠原紗英)… 3:46
2.「塩子恋唄」―イメージソング (歌:大澤美也子) ……… 5:01
3.「あなた」―挿入歌 (歌:川村静香) ……………………… 2:24
4.「さらば、うぬぼれ天狗」―挿入歌 (歌:大川咲也加) … 4:00
5.「心の三毒」―挿入歌 (歌:恍多) ………………………… 4:34
6.「呪いの時代」―挿入歌 (歌:田中宏明) ………………… 6:11
7.「塩子登場のテーマ」―挿入歌 (歌:Ayano) …………… 1:41
〔Disc.2〕劇伴 27曲を収録、収録時間：約 41分32秒
1. 背後からの視線 ……………………………………………… 0:37
2. オカルト研究会 ……………………………………………… 1:27
3. 保健室 ………………………………………………………… 1:28
4. 切実な願い …………………………………………………… 0:38
5. 気合のうどん ………………………………………………… 1:11
6. 生霊召喚 ……………………………………………………… 1:28
7. 嫉妬 …………………………………………………………… 0:46
8. 呪い返し (生霊Ver.) ………………………………………… 0:49
9. 焦熱地獄 ……………………………………………………… 1:17
10. 呪い返し (焦熱Ver.) ………………………………………… 0:41
11. ゆりの思い …………………………………………………… 1:35
12. 針山地獄 ……………………………………………………… 1:41
13. 呪い返し (針山Ver.) ………………………………………… 0:42
14. 呪い返し (阿修羅Ver.) ……………………………………… 0:42
15. おじいちゃんとの思い出 …………………………………… 0:57
16. 無間地獄 ……………………………………………………… 3:01
17. 呪い返し (無間Ver.) ………………………………………… 0:44
18. 翼の本性 ……………………………………………………… 2:50
19. 翼の企み (Ver.1）…………………………………………… 0:59
20. 打倒大天狗 …………………………………………………… 3:11
21. 翼の企み (Ver.2）…………………………………………… 1:47
22. うぬぼれ ……………………………………………………… 3:02
23. 過去世の悪行 ………………………………………………… 2:16
24. 呪い返し (大天狗Ver.) ……………………………………… 1:29
25. 今日もどこかで ……………………………………………… 2:27
26. 決意 …………………………………………………………… 0:46
27. 君の瞳は輝いて (Ending arrange Ver.）………………… 3:43

発刊元：幸福の科学出版
型番： C 2051
発売日：2022年10月9日
EAN 4582316052943、ASIN B0BCRTZZKS

## 映像ソフト
未発売、2023年秋頃。

### 「呪い返し」の戦い方
- 書籍『「呪い返し」の戦い方 : あなたの身を護る予防法と対処法』大川隆法：著、幸福の科学出版、2020年7月4日、ISBN 978-4-8233-0193-3

この映画の原作本となる書籍。現代に生きる時に、突発する事故や事件、病気は、誰かが仕掛けた「呪い」のためかもしれない。特に、男女関係や会社の人事など、他人から嫉妬や恨みなどを受けるようなことが「呪い」の元となるケ―スが多い。この書では、そうした具体的な実態での呪われた場合の対処する方法などについて、実態的に分かり易く解説している。Q&Aでの実例質疑応答では、自分が被害者にならないため、加害者にもならないための様々な方法が解説されている。SNSなどの発達した現代のネット社会では、見ず知らずの人物から呪いを受けることも多い。この書の知恵が、自分自身を「呪い」から護る正しい武器となると説く。